# Abbaye Notre-Dame de Bonport
Ne doit pas être confondu avec Abbaye de Beauport, située dans les Côtes-d'Armor
Pour les articles homonymes, voir Abbaye Notre-Dame.
L'abbaye Notre-Dame de Bonport est une ancienne abbaye cistercienne, située sur la commune française de Pont-de-l'Arche dans le département de l'Eure, en région Normandie. Elle est construite sur la rive d'un bras mort de la Seine, en aval de l'agglomération de Pont-de-l'Arche.
Fondée en 1189 par Richard Cœur de Lion, elle connaît une grande période de prospérité à laquelle la guerre de Cent Ans met fin, malgré les dédommagements des deux souverains dont les armées ont contribué aux dégâts. Tombée ensuite en commende au XVIe siècle, elle décline et est fermée par la Révolution française.
L'abbaye fait l’objet d’un classement au titre des monuments historiques depuis le 11 juillet 1942.

## Les archives identifiées de l'abbaye
Deux sources d'archives existent sur l’abbaye de Bonport :
- un cartulaire original daté du XIVe siècle comprenant 87 chartes classées par autorité, actes pontificaux, puis actes royaux chartes royales et enfin chartes d’autres disposants ;
- des chartes originales conservées aux Archives départementales de l’Eure et de la Seine-Maritime.

À la fin du XIXe siècle, Jules Andrieux (d) a édité les 374 chartes relatives à l'abbaye datées entre 1190 et 1467.

## Historique
La légende raconte qu'en juillet 1189, au cours d'une partie de chasse, Richard Cœur de Lion, roi d'Angleterre, duc de Normandie, faillit malencontreusement se noyer en poursuivant un cerf qui avait décidé de traverser la Seine. Richard fut ainsi emporté par un fort courant et voyant sa vie en danger, aurait fait vœu à Dieu de fonder une abbaye à l'endroit où son cheval reprendrait pied sur la terre ferme, c'est-à-dire s'il arrivait à « bon port ».

Selon Jules Andrieux, dans son introduction du cartulaire édité de 1862, il n’y a pas trace d’une charte de fondation de l’abbaye Notre-Dame de Bonport par Richard Cœur de Lion. Cette fondation, avec des moines venus de Notre-Dame du Val, aurait eu lieu à l’été de l’année 1189, selon Annick Gosse-Kischinewski :
Ainsi l'abbaye Notre-Dame de Bonport a pu être réellement fondée entre le 20 juillet et le 10 août 1189, date de l'embarquement de Richard à Barfleur (pour son couronnement).
Elle est sise à un endroit dépendant anciennement du territoire des Damps dénommé Maresdans. Par une charte datée du 22 juin 1190 rédigée à Chinon, Richard Cœur de Lion, roi d'Angleterre, duc de Normandie, d’Aquitaine et comte d’Anjou entérine cette fondation en concédant aux moines cisterciens de Bonport une partie d’une de ses forêts ducales — la forêt de Bord — pour y bâtir l’abbaye ainsi que dix charruées de terre, chacune mesurant 60 acres, dans la forêt d'Eawy pour y bâtir une grange destinée à l’élevage du bétail et pour y stocker du fourrage.
La donation de la forêt d'Eawy inclut un ensemble de droits et de libertés accordés aux moines : ceux-ci peuvent utiliser le bois pour construire des bâtiments ou se chauffer, faire paître leurs bêtes dans les herbages et mener les porcs à la glandée dans les bois. La charte mentionne l'installation de moines cisterciens en provenance de l'abbaye Notre-Dame du Val, près de Pontoise. Ils commencent par défricher. Les travaux de construction débutent peu de temps après. La charte fait état d'un don de Richard à Ardouval. Deux jours plus tard, il affranchit la congrégation de tout droit de coutume.
Cette charte originale de Richard Cœur de Lion est conservée aux archives de la Seine-Maritime sous la cote : 5 H supp/1 du fonds : abbaye de Bonport.
En 1192, le comte de Meulan, Robert II multiplie ses largesses vers l'abbaye tout comme en 1197.
En 1198, une charte supplémentaire de confirmation donne aux moines non seulement les terres de Bonport, mais aussi de nombreuses autres aux alentours, ainsi que des portions de la forêt d'Eawy, en vue d'y prélever du bois de charpente.
Après le rattachement de la Normandie au domaine royal français en 1204, Philippe Auguste, puis les rois suivants confirment l'abbaye dans ses possessions et privilèges. Au début du XIIIe siècle, une bulle du pape Innocent III prend sous sa protection l’abbaye de Bonport.
L'apogée du monastère se situe aux XIIIe et XIVe siècles grâce à des revenus réguliers et à l'action de ses moines copistes qui portent sa renommée au-delà des terres normandes et de l'Île-de-France. En 1244, le pape Innocent IV accorde une indulgence de vingt jours aux fidèles qui visiteront les lieux. La réputation grandissante de l'abbaye lui vaut la venue de nombreux pèlerins.
Comme ailleurs, la guerre de Cent Ans provoque des pillages et des dommages, causés tout autant par le parti français que par le parti anglo-navarrais qui la menacent de ruine. Le roi Charles VI octroie des subsides importants aux moines pour qu'ils puissent réparer le cloître et l'église fortement endommagés. Après son second débarquement en Normandie et sa campagne victorieuse, le roi d'Angleterre Henri V accorde une sauvegarde aux moines pour les dédommager de l'avoir hébergé pendant le siège de Pont-de-l'Arche en 1418. Trente et un ans plus tard, les ambassadeurs de France et d'Angleterre se rencontrent au monastère en vue d'établir la paix entre les deux royaumes.
En 1465, c'est au tour du roi Louis XI de dédommager financièrement l'abbaye pour les dégâts occasionnés lors des troubles de la Ligue.

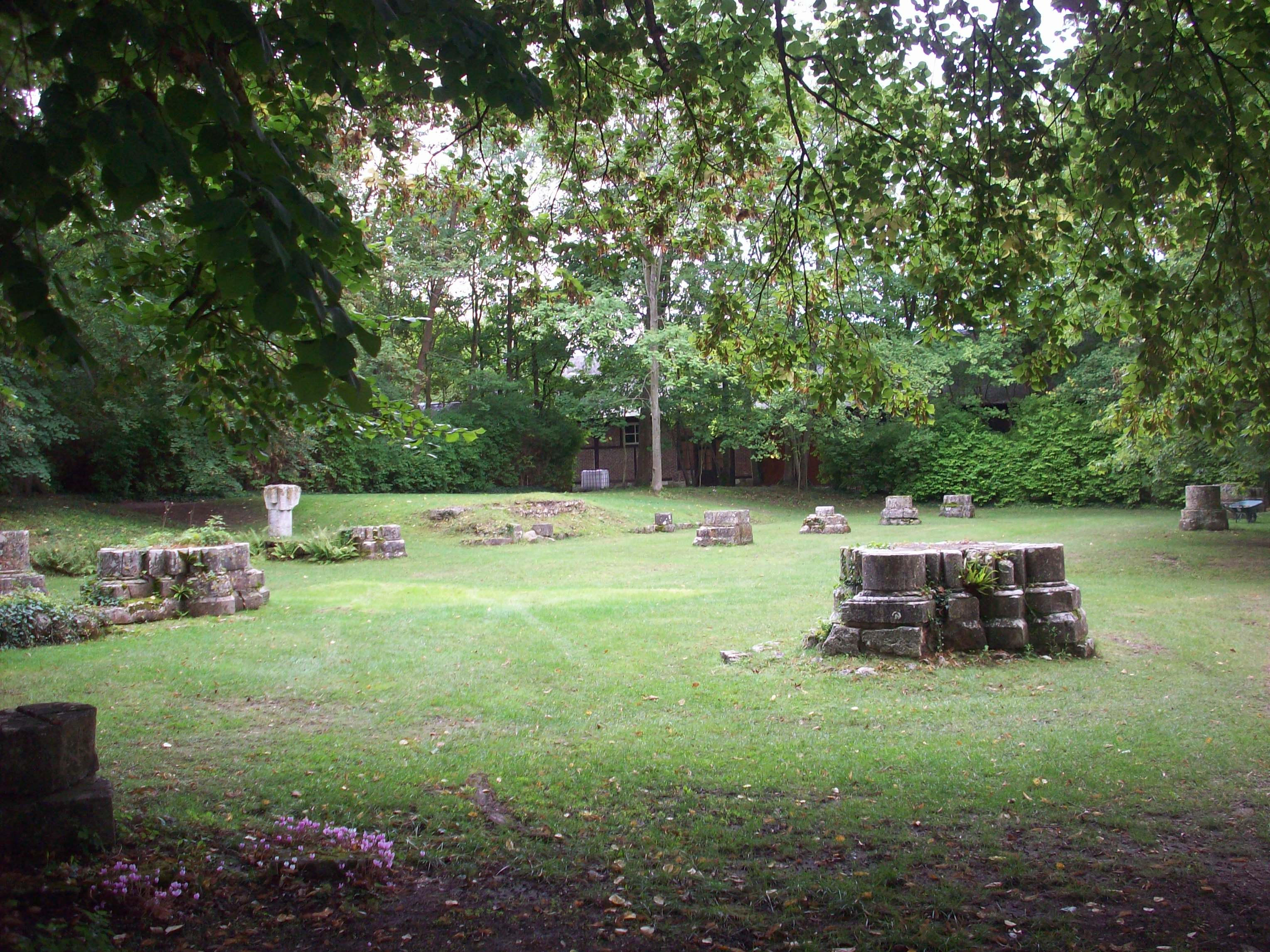
Ruines de l'église abbatiale.

Le régime de la commende est instauré à partir du XVIe siècle, système qui va entamer un long déclin des monastères. Les nouveaux abbés ne résident plus sur place et l'un d'entre eux acquiert cette charge à l'âge de deux ans. Quatorze abbés vont se succéder avant la révolution française. Les moines engagent d'importants travaux pour moderniser et rendre plus confortables des bâtiments vétustes, dont le confort spartiate ne correspond plus aux mœurs de l'époque. En outre, il faut pouvoir y accueillir les hôtes prestigieux qui s'y succèdent encore. La raréfaction des vocations et l'absence de revenus importants, liés pour partie au système de la commende, engendrent une diminution de la communauté de près de moitié et la révolution ne va qu'accélérer une lente décadence entamée depuis deux siècles. La vente aux enchères publiques comme bien national en 1791 marque la fin de toute activité monastique, ainsi l'abbaye est-elle cédée pièce par pièce à différents propriétaires : deux sieurs deviennent propriétaires des bâtiments et des terres. Les meubles sont achetés par différentes personnes. L'église Notre-Dame de Louviers hérite des orgues et de la clôture du chœur, où ils seront déduits. Les cloches sont fondues pour soutenir l'effort de guerre. Quant au chapier, un autel et les stalles, ils sont déposés à l'église Notre-Dame des Arts de Pont-de-l'Arche. L'église abbatiale est transformée, comme ailleurs, en carrière de pierre par son nouveau propriétaire, ce qu'elle restera jusqu'au milieu du XIXe siècle. Lorsque la famille Lenoble se porte acquéreur des lieux en 1874, il ne reste plus que la ferme, le colombier, le dortoir, le réfectoire et la cuisine.
Elle appartient toujours aujourd'hui à des propriétaires privés qui la restaurent.
Le poète Philippe Desportes y meurt le 5 octobre 1606.

## Armes de l’abbaye
Parti au premier d’azur, semé de fleurs de lis d’or, au deuxième de gueules à trois léopards d’or, l’un sur l’autre, la couronne fleurdelisée.

## Liste des abbés
Abbés réguliers
- Clément 1190-
- Gérard
- Pierre Ier
- Pierre II
- Germand
- Robert Ier
- Blaise
- Robert II
- Nicolas Ier 1262-
- Richard
- Jean Ier
- Guillaume Ier
- Simon de Louviers
- Nicolas II
- Jean II
- Philippe
- Richard de Lingos 1383, moine de Clairvaux.
- Guichard -1415
- Pierre III Barbiti, docteur en théologie.
- Jean Hamon
- Jean
- Guillaume Lenfant -1482, évêque de Chrysopolis.
- Jean Sanguin 1620-, moine de Bonport, abbé de Mortemer.

Abbés commendataires
- Jacques d'Annebault, évêque de Lisieux, cardinal, abbé du Mont-Saint-Michel (peut-être de la même famille que Marie d’Annebaud, abbesse de Saint-Amand).
- Henri de Clermont
- François de Bouliers -1590, évêque de Fréjus.
- Du Roulet
- Philippe Desportes. Abbé commendataire de Josaphat, Tiron et Val-Cernai. Il est le seul abbé commendataire mort à Bonport et à y être enterré.
- Henri II de Bourbon, duc de Verneuil, évêque de Metz. Il se résigne.
- Jean Casimir, roi de Pologne, jésuite, cardinal, abbé de Saint-Germain-des-Prés.
- Henri III de Bourbon 1673-1675, comte de Clermont.
- Louis-Henri de Bourbon, comte de la Marche. Il est le frère du précédent abbé.
- Emmanuel-Théodose de La Tour d'Auvergne 1677-1692.
- Louis Colbert 1692-1693.
- Melchior de Polignac 1693-1741, archevêque d’Auch, cardinal.
- Gilbert Blaise de Chabannes[9] 1745- , vicaire-général de Langres, abbé de Saint-Mévenne, député à l’Assemblée générale du clergé de France en 1745, dernier abbé de Bonport.

## Description
Il ne subsiste du XIIIe siècle que quelques éléments comme le cellier ou le réfectoire. La plupart des bâtiments actuels datent de l'époque Classique.